# 石橋助左衛門

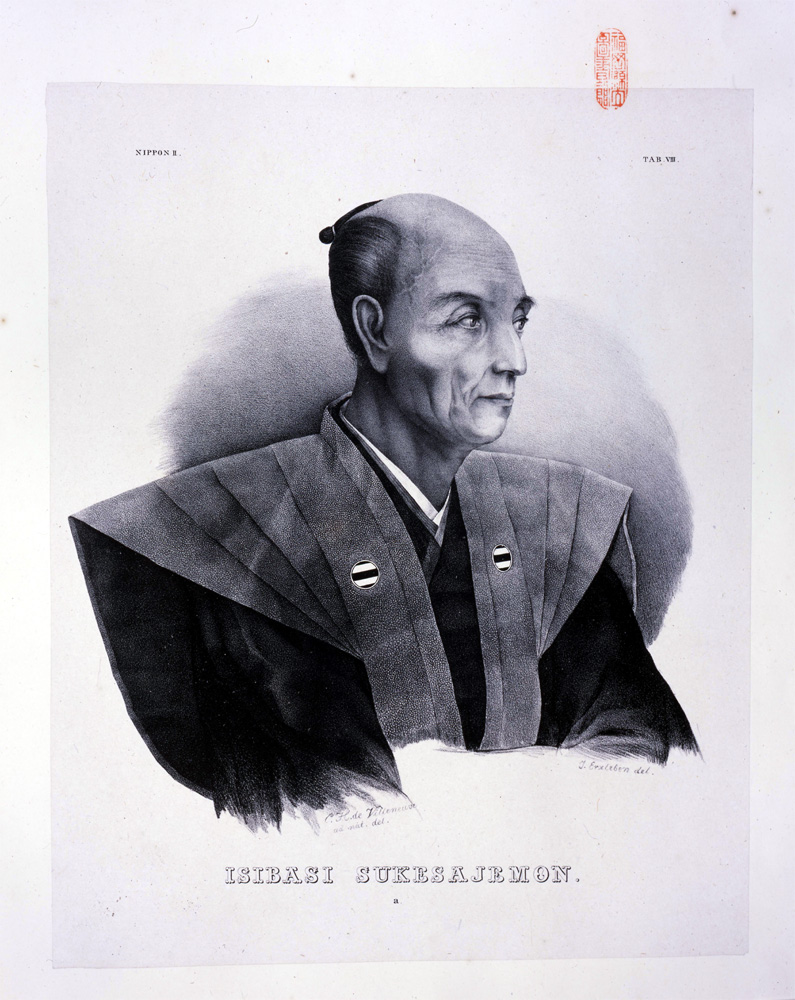
"ISIBASI SUKESAJEMON" C. H. de Villeneuve ad nat. del. J. Erxleben del.（フィリップ・フランツ・フォン・シーボルト『日本』第1冊）

石橋 助左衛門（いしばし すけざえもん、宝暦7年（1757年） - 天保8年12月17日（1838年1月12日））は、江戸時代後期のオランダ通詞。幼名は助十郎。通詞石橋家7代目。外務省官吏石橋政方は曾孫。石橋家は代々の通詞で元祖以来助左衛門を称する者が数名あった。

## 年譜
- 1769年（明和6年）:稽古通詞
- 1791年（寛政3年）:大通詞
- 1804年（文化元年）:ニコライ・レザノフとの折衝に当たる
- 1808年（文化5年）:フェートン号事件の対応に当たる
- 1821年（文政4年）:諸立会大通詞
- 1826年（文政9年）:致仕
- 1837年（天保8年）:没。墓所は長崎の大音寺